# Last train to Clarksville
Last train to Clarksville is de debuutsingle van The Monkees. Het is afkomstig van hun debuutalbum The Monkees. Het nummer is opgenomen op 25 juli 1966 in de RCA Victor geluidsstudio B te Hollywood. Het lied is ongeveer twintig keer gecoverd; er zijn versies in verschillende talen en onder meer The Shadows en George Benson speelden het instrumentaal.
De titel van het lied is terug te voeren op Paperback Writer van The Beatles. Die single was in juni 1966 een grote hit (nummer 1) in de Verenigde Staten. Hart hoorde dat op de radio en verstond "Take the last train" in plaats van de titel. Ook was toen al bekend, dat The Monkees een soort Amerikaanse The Beatles zouden worden, dus kwam er ook een jengelende gitaar in het nummer. Voorts zongen The Beatles in Paperback Writer "Yeah yeah yeah", The Monkees hielden het op "Oh no no no". Voor de plaats waar de laatste trein naartoe gaat, werd in eerste instantie gekozen voor Clarksdale (Arizona). Clarksville bekte echter lekkerder en werd als zodanig genoteerd. Later bleek dit een commercieel gelukkige keuze. Er bestaat een Clarksville (Tennessee), alwaar vlakbij legerplaats Fort Campbell (weliswaar in Kentucky) is gelegen. Daar ligt een luchtmachtbasis van de 101e Luchtlandingsdivisie, die werd gebruikt tijdens de Vietnamoorlog, die toen in alle hevigheid werd gevoerd. In het lied vraagt een jongen aan zijn vriendin of zij nog naar Clarksvile kan komen om afscheid te nemen. Zo kwamen The Monkees indirect in contact met die oorlog. Pas later zouden de protesten tegen die oorlog pas goed op gang komen. Het Amerikaanse leger zou het liedje ironisch genoeg in 1967 nog gebruiken als muziek bij een promotiefilmpje.
De B-kant Take a giant step is geschreven door Gerry Goffin en Carole King. Het betreft een liedje over liefde en niet over de maanlanding, die vond pas in 1969 plaats.

## Hitnotering
De Last train stond vijftien weken genoteerd in de Amerikaanse Billboard Hot 100, waarvan een week op nummer 1. In het Verenigd Koninkrijk sloeg het minder aan met zeven weken notering met als hoogste positie nummer 23. Detail; het plaatje verscheen pas in die hitparade toen de opvolger I’m a believer er al drie weken in stond.

### Nederlandse Top 40
| Positie: | 29 | 20 | 14 | 12 | 15 | 13 | 18 | 23 | 19 | 20 | 24 | uit |

### NederlandseParool Top 20
| Positie: | 19 | 14 | 16 | 16 | uit |

### NPO Radio 2 Top 2000
Last Train to Clarksville stond alleen in 1999 in de NPO Radio 2 Top 2000, op plek 1803.